# Pârâul Sărății
Pârâul Sărății este un curs de apă, afluent al râului Cibin. 